# مایدان شنگاوسکی
مایدان شنگاوسکی (به لاتین: Majdan Sieniawski) یک روستا در لهستان است که در گمینا ادامووکا واقع شده‌است. مایدان شنگاوسکی ۱٬۶۰۰ نفر جمعیت دارد و ۲۰۶ متر بالاتر از سطح دریا واقع شده‌است.